# 糙葶北葱
糙葶北葱（学名：Allium schoenoprasum var. scaberrimum）是葱科葱属的变种。分布于高加索、中亚地区以及中国大陆的新疆等地，多生长在高山草甸，目前尚未由人工引种栽培。